# 朗格多克-鲁西永大学
朗格多克-鲁西永大学（法語：Languedoc-Roussillon Universités）是法国蒙彼利埃大学区的一个大学与院校共同体。2019年12月31日，学校正式解散。

## 历史
朗格多克-鲁西永大学的前身为2009年以高等教育研究中心成立的南法国蒙彼利埃大学。2014年，学校根据新颁布的法律转为大学与院校共同体，并更为现名。

## 成员机构

### 成员学校
- 蒙彼利埃大学
- 蒙彼利埃三大
- 佩皮尼昂大学
- 尼姆大学
- 蒙彼利埃国立高等化学学校
- 法国发展研究院
- 法国国家科学研究中心
- 蒙彼利埃国立高等农学院